# Börte Cino
Börte Cino (en mongol : Бөртэчино), ou Loup Bleu, est un personnage de la mythologie mongole. Il est, avec son épouse « Biche Fauve » (en mongol : Гоомарал (Qo'ai Maral)), le premier ancêtre de Gengis Khan mentionné dans l'Histoire secrète des Mongols. 
L'adjectif « Börte », se rapportant à une fourrure animale, peut signifier « gris clair, aux reflets bleutés », mais aussi « tacheté ». En français, ce nom est parfois écrit Börte Tchino.
Börte (« Bleutée »), quant à elle, était l'épouse principale de Gengis Khan.